# Budihal, Raybag
Budihal là một làng thuộc tehsil Raybag, huyện Belgaum, bang Karnataka, Ấn Độ.